# Current Biology
Current Biology es una revista científica que cubre todas las áreas de la biología, especialmente biología molecular, biología celular, genética, neurobiología, ecología y biología evolutiva. La revista es publicada dos veces al mes e incluye artículos de investigación revisados por pares, diversos tipos de artículos de revisión, así como una sección editorial. Current Biology fue fundada en 1991 por el grupo Current Science, adquirida por Elsevier en 1998 y desde 2001 es parte de Cell Press, una subdivisión de Elsevier.
Según Journal Citation Reports, la revista tuvo un factor de impacto de 9.916 en 2013. Con un factor de impacto de 9.601 en 2019-2020.

## Métricas de revista
2022
- Web of Science Group : 10.834
- Índice h de Google Scholar: 331
- Scopus: 5.726